# Gorgeous
Gorgeous (kantonesisk originaltitel: 玻璃樽 Bor lei jun) är en hongkongesisk romantisk komedifilm från 1999 med Jackie Chan i huvudrollen. Filmen skrevs av Chan tillsammans med Vincent Kok och Yiu Fai Lo, och producerades av Chan och Raymond Chow.
Gorgeous spelade in 40,5 miljoner hongkongdollar i biointäkter och nominerades till bästa actionkoreografi (Best Action Choreography) på Hong Kong Film Awards 2000.

## Handling
Filmen handlar om den taiwanesiska flickan Bu (Shu Qi), som har hört en berättelse om ett par som möttes via flaskpost. Hon hittar en flaska med ett brev i av någon som heter Albert, som hon bestämmer sig för att söka upp i Hongkong. Där stöter hon på C.N. (Jackie Chan) ute vid havet. Efter ett tag börjar de få känslor för varandra.

## Rollista (urval)
| Jackie Chan         | – C.N. Chan |
| Qi Shu              | – Bu        |
| Tony Leung Chiu-wai | – Albert    |
| Bradley James Allan | – Alan      |